# Henri Louis le Chatelier
Henri Louis le Chatelier phát âm tiếng Pháp: [ɑ̃ʁi lwi lə ʃɑtlje]; (1850 - 1936) là nhà hóa học người Pháp. Ông là cựu sinh viên của Trường Bách khoa Paris, một trong những trường đại học danh tiếng của Pháp. Ông là người đưa ra nguyên lý chuyển dịch cân bằng Le Chatelier. Nguyên lý này có nội dung như sau: Một phản ứng thuận nghịch đang ở trạng thái cân bằng, khi chịu tác dụng từ bên ngoài như biến đổi nhiệt độ, áp suất, nồng độ thì cân bằng sẽ chuyển dịch theo hướng làm giảm tác động bên ngoài đó. Nguyên lý này có ý nghĩa rất quan trọng trong việc giải quyết các vấn đề liên quan đến phản ứng thuận nghịch. Nhờ những cống hiến cho khoa học, le Chatelier được trao giải thưởng ForMenRS. 